# Вашуткины озёра
Вашуткины озёра — группа из 120 озёр в истоке реки Адзьва на востоке Ненецкого автономного округа. Находятся в Большеземельской тундре в 80 км к югу от посёлка Каратайка и в 120 км к северо-западу от Воркуты.

## Озёра
- Ванюк-Ты[1], площадь зеркала 5,9 км², исток реки Адзьвы.
- Дия-Ты (Висок-Дин-Ты)[2], бассейн озера Ванюк-Ты, в 3,6 км север-северо-восточнее истока Адзьвы. Площадь зеркала 3,1 км². Протоком соединено с озером Ванюк-Ты.
- Без названия, бассейн озера Ванюк-Ты, в 9,9 км восток-юго-восточнее истока Адзьвы. Площадь зеркала 1,1 км²
- Без названия, бассейн озера Дия-Ты, в 4,2 км северо-западнее истока Адзьвы. Площадь зеркала 0,8 км².
- Малый Старик-Ты (Тирей-Ты), бассейн озера Дия-Ты, в 6,6 км севернее истока Адзьвы. Площадь зеркала 7,7 км². Широкой протокой соединено с озером Дия-Ты.
- Большой Старик-Ты, бассейн озера Малый Старик-Ты, в 10 км севернее истока Адзьвы. Площадь зеркала 9,1 км². Соединено с озером Малый Старик-Ты широкой протокой, впадает в ручей Ямбо-то-се.
- Роща-Ты, бассейн озера Малый Старик-Ты, в 6,9 км север-северо-восточнее истока Адзьвы. Площадь зеркала 1,0 км². Соединено с озером Малый Старик-Ты узкой протокой.
- Сей-Ты (Сейто), бассейн озера Большой Старик-Ты, в 14 км север-северо-восточнее истока Адзьвы. Площадь зеркала 15,2 км². Соединено с озером Большой Старик-Ты протокой.
- Болбан-Ты, бассейн озера Сей-Ты, в 14 км северо-восточнее истока Адзьвы. Площадь зеркала 17,8 км².
- Юрто (Юр-то, Юр-Ты), бассейн озера Болбан-Ты, в 9,9 км восток-северо-восточнее истока Адзьвы. Площадь зеркала 21,4 км². Соединено с озером Болбан-Ты узкой протокой.
- Кебеса-Ты, бассейн озера Юр-Ты, в 18 км восток северо-восточнее истока Адзьвы. Площадь зеркала 3,7 км².
- Ямб-ты (Ямбо-то), ручей Ямбо-То-Се, в 15 км от истока Адзьвы. Площадь зеркала 7,1 км².

## Хозяйственное и природное значение
Вашуткины озёра являются ценными в рыбохозяйственном отношении и отличаются большими запасами сиговых рыб.
Озёра включены в перспективный список Рамсарской конвенции как водные угодья международного значения. Для сохранения Вашуткинской и других крупных озёрных систем Большеземельской тундры в 2018 году был создан природный заказник регионального значения «Вашуткинский».